# Kloster Lehnin
Kloster Lehnin – gmina we wschodnich Niemczech w kraju związkowym Brandenburgia, w powiecie Potsdam-Mittelmark.

## Geografia

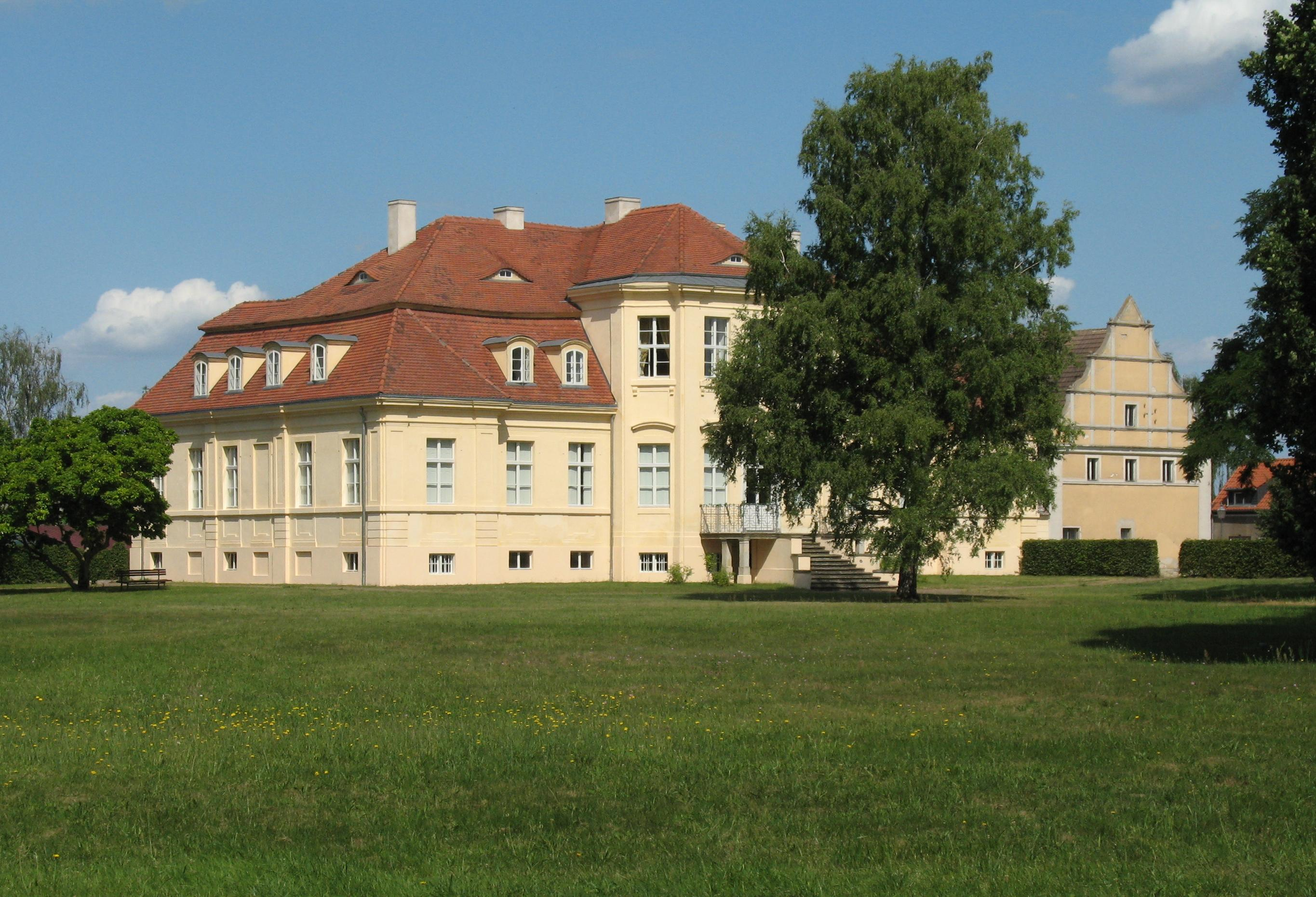
Reckahn

Gmina Kloster Lehnin położona jest ok. 15 km na wschód od miasta Brandenburg an der Havel i ok. 25 km na zachód od Poczdamu.

## Dzielnice
Dzielnice gminy: Damsdorf, Emstal, Göhlsdorf, Grebs, Lehnin, Krahne, Michelsdorf, Nahmitz, Netzen, Prützke, Rädel, Reckahn, Rietz, Trechwitz

## Współpraca
Miejscowość partnerska:
- Tervuren, Belgia